# Перл (филм из 2022)
Перл (енгл. Pearl) је канадско-амерички психолошки слешер хорор филм из 2022. године, редитеља, сценаристе и продуцента Таја Веста, са Мијом Гот, Дејвидом Коренсветом, Танди Рајт и Метјуом Сандерлендом у главним улогама. Преднаставак је филма X, који је објављен раније исте године, а радња прати младост главне антагонисткиње из оригиналног филма. Вест је сценарио написао заједно са Мијом Гот.
Филм је премијерно приказан 3. септембра 2022, на Међународном филмском фестивалу у Венецији, у дистрибуцији продукцијске куће A24. Добио је позитивне оцене критичара, уз посебне похвале за Готин перформанс, Вестову режију и омажу филмовима из Златне ере Холивуда, као што су Чаробњак из Оза (1939), Шта се догодило са Беби Џејн? (1962), Мери Попинс (1964) и култни хорор Тексашки масакр моторном тестером (1974). На сајту Rotten Tomatoes оцењен је са 90%.
Директан наставак филма X, под насловом MaXXXine, премијерно је приказан 2024. године, у коме је Мија Гот поновила своју улогу из првог филма.

## Радња
Године 1918, Перл је млада жена која живи са родитељима немачким имигрантима на њиховој фарми у Тексасу, док се њен муж Хауард бори у Првом светском рату. Њен отац је немоћан и парализован, а њена строга мајка Рут инсистира да она треба да брине и о њему и о фарми док се изолују да би се заштитили од пандемије шпанске грознице. Перл тежи да постане девојка из хора или филмска звезда, што Рут не одобрава. Перл такође показује знаке психопатије. Она у тајности злоставља свог оца и убија животиње, којима храни алигатора коме је дала надимак Теда.
Једног дана током посете граду, Перл упознаје кино-оператера, коме се она допаде. По повратку на фарму, Перл наставља да показује знаке менталног поремећаја док плеше са страшилом у пољу кукуруза и мастурбира са њим. Током вечере, Рут грди Перл због њеног понашања и ускраћује јој храну.
Перл чује од Митси, своје богате снаје, за аудицију за нове плесачице које ће ићи на турнеју широм државе, и замишља то као своју карту за бекство са фарме. Касније посећује кино-оператера, који јој показује илегални порнографски филм Бесплатна вожња и подстиче је да следи своје снове. Перл тврди да не може да напусти своју породицу и каже: „Кад би само умрли.”
Те ноћи, Рут и Перл се свађају током вечере и мајка открива да зна да је Перл ишла у биоскоп. Перл признаје да жели да иде на аудицију и тражи Рутину дозволу, на шта она одвраћа да је Перл њен највећи неуспех. Избија свађа током које Перл гура своју мајку ка огњишту, због чега јој се хаљина запалила. Док гори, Перл је полива кључалом водом да угаси пламен, а затим је одвлачи у подрум док оставља њеног оца самог у соби. Потом бежи у биоскоп, где спава са кино-оператером.
Следећег јутра, он вози Перл кући да се припреми за аудицију. Међутим, узнемирава га њено изненадно узрујано понашање, као и призор иструлелог печеног прасета које је њена свекрва претходног дана оставила Рут. Док покушава да оде, Перл га у нападу беса избоде вилом. Она гура његов аутомобил у језеро, где Теда једе његове остатке. Перл се облачи у једну од Рутхиних хаљина и облачи свом оцу одело пре него што га угуши користећи навлаку за јастук.
Перл стиже у цркву да присуствује аудицији. Она мисли да ће њена плесна изведба импресионирати жири, али је одбијена јер није ни млада, ни плава или пак „свеамеричка”. Митси је прати до фарме у покушају да је утеши, што доводи до тога да Перл започне дугачко признање у вези са многим стварима, од огорчености према мужу и афере, па до убијања животиња, њених родитеља и кино-оператера. Перл затим приморава запањену Митси да призна да је победила на аудицији, иако није. Док Митси покушава да оде, Перл је јури низ прилаз и убија је секиром.
Перл раскомада Митсино тело и даје их Теди, затим одлази у подрум и лежи поред Рутиног леша. Она одлучује да се искупи за своје злочине тако што ће створити дом за Хауарда.
Нешто касније, Хауард се враћа и дочекују га давно распаднута телима Перлиних родитеља који седе за трпезаријским столом око иструлеле гозбе. Док Хауард зури ужаснуто, Перл га поздравља дугим, болним осмехом, говорећи: „Тако сам срећна што си код куће.”

## Улоге
| Глумац           | Улога               |
| ---------------- | ------------------- |
| Мија Гот         | Перл                |
| Дејвид Коренсвет | Џони, кино-оператер |
| Танди Рајт       | Рут, Перлина мајка  |
| Метју Сандерленд | Перлин отац         |
| Мартин Хендерсон | Вејн Гилрој         |
| Ема Џенкинс-Пуро | Мици                |
| Алистер Суел     | Хауард              |